# Здесенко Андрій Валерійович
Андрі́й Вале́рійович Здесе́нко (*24 травня 1969, м. Дніпро, УРСР) — український підприємець, директор корпорації «Біосфера», співзасновник мережі ресторанів Vapiano.

## Життєпис
Народився 24 травня 1969 року в Дніпрі. Навчався на фізико-математичному факультеті ДНУ, там же отримав другу вищу освіту отримав на фінансово-економічному факультеті. 1997 року заснував корпорацію «Біосфера».
2008 року створив мережу бутиків Charisma Fashion Group. 2014 року з Владиславом Гурістрімбою відкрив за франшизою 2 ресторани Vapiano у Києві та Львові.
2017 року з Владиславом Гурістрімбою інвестував $100 тис. у Biosphere StartUP Platform.

## Відзнаки
- 2017 — один із бізнесменів, які формують імідж і репутацію України у світі, за версією журналу «Бізнес»[7];

## Особисте життя
Дружина Інна Здесенко. Виховує двох дітей.